# 和平镇 (镇沅县)
和平镇，是中华人民共和国云南省普洱市镇沅彝族哈尼族拉祜族自治县下辖的一个乡镇级行政单位。
2012年12月28日，云南省人民政府批复同意撤销和平乡，设立和平镇。

## 行政区划
和平镇下辖以下地区：
丫口村、光山村、那壮村、麻洋村和那洛村。